# Luigi Pirandello
Luigi Pirandello, född 28 juni 1867 i Agrigento på Sicilien, död 10 december 1936 i Rom, var en italiensk dramatiker, romanförfattare, poet och novellförfattare. Han anses som en av mellankrigstidens – enligt vissa hela 1900-talets – mest betydande dramatiker och belönades 1934 med Nobelpriset i litteratur. 

## Biografi

### Bakgrund, tidig produktion
Pirandello föddes i sicilianska Agrigento, och hans uppväxtmiljö skulle komma att användas flitigt i hans författarskap. Som 23-åring debuterade han som poet, och i hans första diktsamling syntes hans påverkan av bland andra Carducci och Leopardi. Därefter följde ett antal prosa- och diktsamlingar, innan det riktiga genombrottet kom 1904 via romanen Il fu Mattia Pascal (översatt till svenskan som Salig Mattias Pascal).
Pirandello producerade under sin karriär ett antal romaner och flera hundra noveller. Det är dock främst som dramatiker han fått erkännande som en originell och betydelsefull författare. Under 1910-talet kom dramer som Liolà (1916), Così è (se vi pare) (1917; på svenska som Alla ha rätt) och Il piacere dell’ onestà (1918; på svenska som Anständighetens vällust).

### Senare år
1921 kom det epokgörande dramat Sei personaggi in cerca d’autore (på svenska som Sex roller söka en författare). Kritiken var först avvaktande, men detta ironiska och självreflekterande stycke fick senare internationell ryktbarhet. Grunden för handlingen är en repetition av en Pirandellpjäs, där det plötsligt dyker upp ett halvdussin roller som ännu saknar pjäs att få verka i. Detta metadrama är ett tydligt uttryck för författaren Pirandellos ständiga problematik, med frågan om individens identitet och det sociala livets olika krav.
Formmässigt valde Pirandello att låta sin scen vara ren och tom, som en spelplats för ett poetiskt präglat drama. Därmed var han pionjär i en utveckling mot en mer modern teaterestetik, där berättandet står i centrum. Hans nyskapande idéer utvecklades vidare i pjäser som Enrico IV (1922; Henrik IV) och den oavslutade I giganti della montagna (1936; ’Jättarna på berget’).
Pirandello arbetade vidare på sin identitetsproblematik även i senare romaner som Uno, nessuno e centomila (1926).

## Författarskap
Pirandellos rika noveller är förankrade i en konkret, ofta siciliansk verklighet. De finns samlade i två stora band, Novelle per un anno (1937–1939). Bröderna Tavianis film Kaos (1984) bygger på hans noveller.
Pirandellos dramatiska verk är samlade i 31 band (1920–1935). Också hans dramatik behandlar identitetens och verklighetens relativitet, förnimmelsen av det absurda och av den flytande övergången mellan normalitet och galenskap, klyftan mellan spontant liv och konventionell levnadsform, liksom mellan liv och dikt. Hans mest betydande pjäser är Sex roller söker en författare (1921; senare med en fri bearbetning till serieform av Milo Manara) och Henrik IV (1922). Bland hans skådespel kan även För att skyla sin nakenhet (1925), Pensaci, Giacomino! (1918) och Alla ha rätt (Così è (se vi pare), 1918).
Pirandellos kritiska skrifter är samlade i ett band, Saggi critici (1939).

## Svenska översättningar

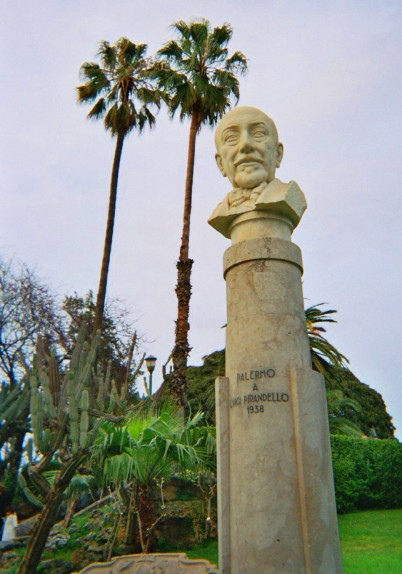
Byst föreställande Pirandello, i Palermo.

- En, ingen och hundratusen (Uno, nessuno e centomila) i översättning av Vibeke Emond (Palaver press, 2021)
- Sex roller utan författare: ett oskrivet drama (Sei personaggi in cerca d'autore) (översättning Nils Agrell, Geber, 1924)
- Salig Mattias Pascal: roman med en efterskrift om diktarfantasiens betänkligheter (Il fu Mattia Pascal) (översättning Elsa Thulin, Geber, 1925)
- Henrik IV: tragedi i tre akter (Enrico IV) (översättning Rudolf Wendbladh, Geber, 1925)
- För att skyla sin nakenhet: skådespel i tre akter (Vestire gli ignudi) (översättning Nils Agrell, Geber, 1925)
- Alla ha rätt: skådespel i tre akter (Cosi è (se vi pare)) (översättning Nils Agrell, Geber, 1925)
- En till: valda noveller (översättning Birgit Möller, Geber, 1927)
- Anständighetens vällust: komedi i tre akter (Il piacere dell'onesta) (översättning Elsa Thulin, Geber, 1927)
- Ny teater och gammal teater (översättning E. R. Gummerus, Helsingfors, 1934)
- Att finna sig själv: tre akter (Trovarsi) (översättning Elsa Thulin, Geber, 1934)
- Att finna sig själv (Trovarsi) (översättning Elsa Thulin, radiobearbetning Olov Molander, Radiotjänst, 1937)
- Resan och andra noveller (översättning Karin de Laval, Natur och kultur, 1963)
- Mannen med blomman i sin mun (L'uomo dal fiore in bocca). Ingår i antologin I en akt: 11 enaktare från Strindberg till Brecht (Aldus, 1976)
- Krukan och andra berättelser från Italien (översättning och urval av Catharina Wallström, Niloé, 1991)
- Kameran går: kameramannen Serafino Gubbios dagboksanteckningar (Si gira) (översättning Vibeke Emond, BookLund, 1998)

### Otryckta pjäsöversättningar till svenska
- I afton improviserar vi (Questa sera se recita a soggetto) (översättning Eva Dahlbeck för Kungliga Dramatiska Teatern, 1966)
- Henrik IV: tragedi i tre akter (Enrico IV) (översättning Karin de Laval för Kungliga Dramatiska Teatern, 1968)
- Mannen med blomman i sin mun: dialog i en akt (L'uomo dal fiore in bocca) (översättning Bertil Bodén, Giacomo Oreglia för Yleisradio, 1987
- Sex roller söker en författare (Sei personaggi in cerca d'autore) (bearbetad av Alexander Mørk-Eidem för Stockholms stadsteater baserat på Göran O. Ericssons översättning 2010)

## Eftermäle
Asteroiden 12369 Pirandello är uppkallad efter honom.